# Lertha barbara
Lertha barbara är en insektsart som först beskrevs av Johann Christoph Friedrich Klug 1838.  Lertha barbara ingår i släktet Lertha och familjen Nemopteridae. Inga underarter finns listade i Catalogue of Life.